# Tsitsi Tiripano
Poliyanna Mangwiro (1967 - mayo de 2001), conocida como Tsitsi Tiripano, fue una activista lesbiana de Zimbabue. En 2000, fue distinguida como Defensora de los Derechos Humanos del año por Amnistía Internacional.

## Trayectoria
Poliyann Mangwiro nació en 1967, siendo la primogénita de su familia.  A los 15 años, la casaron a la fuerza con un líder de la iglesia cristiana, que tenía 55 años, de su comunidad.  
A los 21 años, dejó a su marido y a sus dos hijos para irse a vivir con una compañera en Harare.  Regresó a vivir a su comunidad natal de Marondera dos años más tarde para reunirse con sus dos hijos, de 16 y 18 años, a los que su marido le permitió ver con la condición de que no hablara con ellos sobre su homosexualidad.  Sus hijos llegaron a mantenerla, y su antiguo marido murió debido a su avanzada edad.
Tiripano murió en 2001 por complicaciones relacionadas con el sida.   

## Activismo
En 1988, Mangwiro escuchó por primera vez el término lesbiana de una amiga drag queen y se enteró de que no era única. 
Preocupada por su seguridad como activista lesbiana, empezó a utilizar el nombre Tsitsi Tiripano, «Tsitsi» significa «compasión» y “Tiripano” significa «estamos ahí», como forma de expresar que la comunidad LGBTQ existe y merece compasión. 
En 1993, Tiripano se convirtió en la primera mujer negra en unirse al grupo LGBTQ zimbabuense GALZ], con el que colaboró para denunciar la violencia homófoba en Zimbabue.  También ayudó a organizar GALZ Positive, para apoyar a los miembros VIH positivos de la organización.
Mientras participaba con GALZ en un festival del libro en 1996, Tiripano fue atacada por un grupo de estudiantes, que quemaron sus libros.   La cobertura mediática de este ataque, que incluyó la publicación en prensa de la foto de Tiripano, la convirtió en la primera lesbiana declarada públicamente en Zimbabue.    Cuando regresó a su casa en Marondera, fue recibida por aldeanos que coreaban consignas homófobas y la amenazaban.   Cuando pidió ayuda a un gobernador local, éste se negó argumentando que la homofobia era una postura oficial aprobada por el presidente Robert Mugabe.
Junto con Akın Birdal, Mehrangiz Kar y Leopoldo Zessig, Tiripano fue reconocida Defensora de los Derechos Humanos del año 2000 por Amnistía Internacional. Tras recibir este premio, participó en una gira por América del Norte y Europa con la intención de crear conciencia sobre la situación de los homosexuales y lesbianas zimbabuenses. 